# Rhabdomastix loewi
Rhabdomastix loewi là một loài ruồi trong họ Limoniidae. Chúng phân bố ở miền Cổ bắc.